# Kiara Glasco
Kiara Glasco, née le 2 août 2001 à Toronto en Ontario, est une actrice canadienne.

## Filmographie

### Cinéma
- 2013 : I'll Follow You Down : Gracie jeune
- 2014 : Maps to the Stars : Cammy
- 2015 : The Devil's Candy : Zooey Hellman

### Télévision
- 2011 : L'Ange de Noël (téléfilm) : Abby[1]
- 2012 : Haven (saison 3, épisode 10) : Ginger Danvers
- 2012-2013 : Copper : Annie Reilly, une jeune prostituée orpheline
- 2013 : Hemlock Grove : Olivia jeune
- 2013 : Warehouse 13 : Adelaide
- 2015 : Bitten : Savannah Levine